# Golparābād
Golparābād (persiska: گل پر آباد, گُلدَر آباد) är en ort i Iran. Den ligger i provinsen Hamadan, i den nordvästra delen av landet, 280 km sydväst om huvudstaden Teheran. Golparābād ligger 2 105 meter över havet och antalet invånare är 534.
Terrängen runt Golparābād är kuperad. Runt Golparābād är det ganska tätbefolkat, med 56 invånare per kvadratkilometer. Närmaste större samhälle är Gamasa, 8,8 km norr om Golparābād. Trakten runt Golparābād består i huvudsak av gräsmarker.